# Aurelio Martínez
Pour les articles homonymes, voir Martinez.
Aurelio Martínez, né le 26 septembre 1969 dans le village de Plaplaya (Gracias a Dios), sur la côte caraïbe et mort à Roatán (Islas de la Bahía) le 17 mars 2025, est un musicien et un homme politique hondurien, membre de la communauté Garifuna.

## Biographie
Aurelio Martinez (en espagnol : Martínez, avec un accent aigu sur le I), aka Aurelio, chanteur, auteur-interprète, guitariste et percussionniste est la super star Garifuna et l'un des artistes les plus talentueux d’Amérique centrale. Né au Honduras en 1969, l’artiste est connu pour sa voix puissante et émouvante. Artiste aux multiples facettes et fervent défenseur de son peuple, Aurelio est reconnu comme l’Ambassadeur  International de la Culture Garifuna.
Les Garinagu, mieux connus comme les Garífuna, sont le fruit d'un métissage unique entre les peuples amérindiens et africains, dont l'origine provient d'une petite île des Antilles mineures connue sous le nom de Saint-Vincent. Selon les récits historiques, après de nombreux conflits avec les colons européens pour l'hégémonie du territoire insulaire, en 1797, le Gouvernement britannique choisit de les déplacer vers l'une de ses anciennes colonies : l'île de Roatán, située dans les Îles de la Baie, au Honduras. C’est ainsi que le peuple Garifuna rejoint ensuite les côtes d’Amérique Centrale pour s’étendre le long des côtes du Belize, du Guatemala, du Honduras et du Nicaragua, devenant ainsi une communauté transnationale avec sa culture singulière sur l’isthme centraméricain. Les Garifunas sont les seuls Noirs du continent américain à ne jamais avoir été esclaves. Depuis 2001, la langue, la danse et la musique Garifuna font partie du Patrimoine culturel immatériel de l’Humanité par l’UNESCO.
En tant que Garifuna, Aurelio grandit dans un petit village de la côte caraïbe appelé Plaplaya, entouré d’une famille de musiciens. Son père, un troubadour local, jouait de la guitare et improvisait des chansons de Paranda, genre musical qui mêle les rythmes traditionnels Garifuna et les sonorités latines. Grâce à l'influence de ses oncles et de son grand-père, il devient un brillant percussionniste dès son plus jeune âge. De sa mère, auteur-compositeur, il reçoit le don du chant et enregistrera d’ailleurs plus tard plusieurs des chansons qu’elle a composées. À 14 ans, le jeune homme est déjà un musicien respecté avec une forte base dans les bases rythmiques, tant dans la musique rituelle que profane.
À la fin des années 1980, Aurelio crée son premier groupe, Lita Ariran, qui devient rapidement l'un des premiers groupes de musique et de danse traditionnelles garífuna à se présenter au niveau international et notamment au Japon. Il réalise son premier album « Lita Ariran » en 1995 et sera récompensé quelques années après par le Prix du Meilleur chanteur de musique Garifuna et son groupe avec le Prix du Meilleur groupe culturel de l’année dans le cadre des Garifuna World Music Award de New York.
En 1997, Aurelio rencontre Andy Palacio, chanteur garifuna emblématique du Belize avec lequel il établit une forte amitié et partage ses convictions et rêves pour la défense et la promotion de la musique garifuna. Par ce biais, l’artiste fait la connaissance de Ivan Duran, producteur passionné et fondateur du label musical Stonetree Records. La même année, Aurelio participe à l’album « Paranda », une compilation exquise qui réunit les meilleurs artistes Garifuna comme Paul Nabor « Nabi », Andy Palacio, entre autres. Salué par les critiques du monde entier, cet album demeure aujourd’hui un des joyaux de la musique Garifuna.
En 2004, Aurelio réalise son premier album solo « Garifuna Soûl », avec Stonetree Records. L’album se hisse dans le Top 10 Album de 2014 et Aurelio est récompensé par le « Newcomer of the Year Award» / Afropop.
Deux années après, Aurelio, homme de défis, devient député du Congrès National du Honduras. C’est le premier député Garifuna de son département à assumer ce rôle dans l’histoire du pays. Fidèle et fier défenseur de son peuple, il mène des projets concrets dans le but de préserver l’intégrité de sa communauté, de promouvoir sa culture et d’améliorer la vie quotidienne de celle-ci ainsi que des autres communautés peuplant sa région.
En 2007, Aurelio est invité à participer à l’album Watina de Andy Palacio & The Garifuna Collective, produit également par son ami Ivan Duran, au Belize. Andy Palacio et Ivan Duran reçoivent conjointement le Womex Award 07. Un point d’honneur pour la musique Garifuna.
Quelques mois plus tard, Andy Palacio décède de manière brutale à l’âge de 48 ans, laissant la communauté Garifuna sous le choc. Aurelio et Ivan ressentent l’urgence de ne pas abandonner son héritage, et comme un hommage, se remettent au travail. Ensemble, ils commencent à créer et à enregistrer dans une cabane de plage, au Honduras, les bases d’une prochaine réalisation discographique. Cette même année, Aurelio est sélectionné par l’icône de la musique africaine Youssou N’Dour dans le cadre du projet de mentorat artistique de la prestigieuse Rolex Mentor and Protégé Arts Initiative. C’est une excellente expérience et opportunité pour Aurelio : partager et collaborer avec des musiciens sénégalais, se présenter en concert avec Youssou N’ Dour mais aussi de pouvoir réaliser son rêve d’aller en Afrique.
En 2011, le deuxième album d’Aurelio voit le jour : « Laru Beya », une compilation riche et originale de rythmes traditionnels Garifuna associés à des sonorités sénégalaises. L’album est en partie enregistré dans les studios de Youssou N’ Dour à Dakar, avec la participation d’Orchestra Baobab, de son mentor et d’autres artistes locaux.
Après son début dans le monde musical africain, Aurelio revient à ses racines avec son troisième album « Landini » (2014) – « Landing » en Garifuna. Inspiré par sa mère Maria Martinez (auteure de certaines chansons de cet album), l’artiste retransmet l’état d’esprit Garifuna et rend un véritable hommage à son village et à son peuple. Landini est salué par les critiques internationales et se distingue dans différents classements :
1. 1 Songlines 50 Greatest World Music Album of the Last Five Years 2015
2. 3 fRoots Critic’s Poll New Albums of 2014
3. 3 The Sunday Times Culture Best 100 Records of 2014

Top Ten fRoots Best of the Best Albums 1986-2015
En 2015, la communauté Garifuna de New York honore Aurelio en organisant une soirée hommage spéciale pour célébrer le trentième anniversaire de sa carrière.

### Activité politique
Aurelio Martinez est Conseiller Municipal de 2000 à 2004. En 2005, il se fait élire au Congrès national du Honduras et devient ainsi le premier député hondurien de couleur noire.

### Retour à la musique
En 2008, la mort inattendue de Palacio le ramène sur scène et en studio. Il enregistre le disque Laru Beya en hommage à son ami disparu, avec l'aide de Youssou N'Dour,,. En 2014, il fait paraître un nouvel album, Lándini.

### Mort
Aurelio Martínez meurt à 55 ans, à la suite de la sortie de piste d'un avion British Aerospace Jetstream 32 de Aerolínea Lanhsa (en) transportant 18 personnes sur l'île de Roatán qui s'abîme en mer. Au moins 12 personnes sont décédées.

## Discographie
- Darandi (Real World Records) - 2017
- Lándini (Real World Records / Stonetree Records) - 2014
- Laru Beya (Real World Records / Stonetree Records) - 2011
- Garifuna Soul (Stonetree Records) - 2004
- Songs of the Garifuna: Lita Ariran (JVC Worlds Sounds) - 1995